# Yanni
Yanni, właśc. Jannis Chrysomallis (gr. Γιάννης Χρυσομάλλης) (ur. 14 listopada 1954 w Kalamacie, Grecja) – grecki kompozytor new age. Autor ponad 100 utworów.